# Bernd Bankroth
Bernd Bankroth (* 1941 in Halle an der Saale; † 1991 in Dippoldiswalde) war ein deutscher Maler, Grafiker, Fotograf und Keramiker.

## Leben
Bankroth studierte an der Technischen Universität Dresden mit Schwerpunkt technische Kybernetik.
1971 kaufte er mit seiner Frau, der Malerin und Grafikerin Ursula Bankroth, ein Gehöft in Fürstenau, 1973 zogen sie dort ein.
Seit 1975 arbeitete Bankroth freischaffend als Maler, Grafiker, Fotograf und Keramiker in Fürstenau und Dresden. Er war bis 1990 Mitglied des Verbands Bildender Künstler der DDR.
Arbeiten Bankroths befinden sich u. a. im Kupferstichkabinett Dresden.

## Werke (Auswahl)
- Sequenz ‚star celebration‘ (1987; Blatt 4 aus einer Serie von Lasergrafien)[1]
- Sequenz ‚si parva licet componere magnis‘ (1990; Blatt 7 aus einer Serie von Lasergrafien)[2]

## Ausstellungen (unvollständig)

### Einzelausstellungen
- Kunstausstellung Kühl (Dresden) 1976 (Fotografie, Fotografik, Lichtgrafik)
- Galerie Nord (Dresden) 1978 (Grafik)
- Kleine Galerie im Keller (Potsdam) 1980 (mit Ursula Bankroth)
- Galerie Nord (Dresden) 1982
- Galerie am Boulevard (Rostock) 1983 (Fotografien, Fotografik, Grafik)
- Kunstausstellung Kühl (Dresden) 1984 (Lasergraphien, Collagen, Zeichnungen, Gouachen)
- Kleine Humboldt-Galerie (Berlin) 1986
- Klubgalerie (Magdeburg) 1988 (Orplidoluminographien)

### Ausstellungsbeteiligungen
- 1979 und 1985: Dresden, Bezirkskunstausstellungen
- 1984: Karl-Marx-Stadt, Galerie oben („Künstler fotografieren, fotografierte Künstler“)
- 1984: Frankfurt/Main, Deutsches Filmmuseum („Licht-Blicke, Holographie – die 3. Dimension für Technik und Kunst“)
- 1985: Berlin, Neue Berliner Galerie im Alten Museum („Musik in der bildenden Kunst der DDR“)